# Île de Patiras
L'île de Patiras est une île située dans l'estuaire de la Gironde, en France.

## Localisation
L'île est située au milieu de l'estuaire, face à la ville de Pauillac, sur le territoire de la commune de Saint-Androny. Elle est longue d'environ 4,5 km pour un peu plus d'un km de large, elle est essentiellement recouverte de parcelles de maïs, de tournesol et de vigne.
Le nord-ouest de l'île était signalé par le phare de Patiras.

## Historique
L'île se serait formée dans l'estuaire vers 1625.
Dans les années 1950, elle fusionne avec l'île Philippe apparue au nord vers 1830.
Le phare de Patiras, érigé en 1879, fonctionna jusqu'en 1992.